# Las Rastras
Las Rastras är en ort i Mexiko.   Den ligger i kommunen Choix och delstaten Sinaloa, i den nordvästra delen av landet, 1 200 km nordväst om huvudstaden Mexico City. Las Rastras ligger 192 meter över havet och antalet invånare är 169.
Terrängen runt Las Rastras är kuperad österut, men västerut är den platt. Las Rastras ligger nere i en dal. Runt Las Rastras är det mycket glesbefolkat, med 7 invånare per kvadratkilometer. Närmaste större samhälle är Choix, 4,0 km sydost om Las Rastras. I omgivningarna runt Las Rastras växer huvudsakligen savannskog.